# All Star DC Comics
All Star è un marchio di serie fumettistiche pubblicate dalla casa editrice statunitense DC Comics, nato nel 2005.
Caratteristica del progetto è quella di mettere insieme i personaggi più popolari della DC con gli scrittori e i disegnatori più acclamati del momento: i creatori hanno accesso a tutti gli elementi nella storia dei personaggi e ne presentano la loro interpretazione a un pubblico moderno che non ha mai letto i fumetti di questi personaggi o non li ha letti di recente. I team creativi non sono soggetti a nessuna continuity, e possono raccontare storie che presentano "le versioni più iconiche di questi personaggi".
Il progetto è stato paragonato alla linea Ultimate della Marvel Comics, che è stato un tentativo di successo di ri-presentare i personaggi più popolari della Marvel a lettori più giovani presentandone versioni aggiornate e non appesantite da decenni di avvenimenti passati, che spesso complicano le trame. Ci sono però molte differenze tra le 2 linee: mentre le serie Ultimate presentano storie legate tra di loro e crossover, delle 2 serie All Star finora pubblicate (All Star Batman e Robin e All Star Superman) non si può affermare con certezza nemmeno che appartengano alla stessa continuity; inoltre la All Star non cerca di introdurre nuove versioni dei personaggi, ma di presentarle in una continuity non vincolante e più fluida.

## SerieAll Star

### Serie concluse
- All Star Superman (cominciato nel novembre 2005, di Grant Morrison e Frank Quitely)

### Serie in corso
- All Star Batman e Robin (cominciato nel settembre 2005, di Frank Miller e Jim Lee)

### Serie annunciate
- All Star Wonder Woman (recentemente confermata[2] da Adam Hughes, che ne scriverà e disegnerà le storie, comincerà nel corso del 2007)
- All Star Green Lantern (confermata al Chicago Wizard World del 2006, nessun dettaglio riguardo team autori o data di pubblicazione[3])
- All Star Batgirl (confermata Toronto Comic Book Expo, scritta da Geoff Johns e disegnata da J. G. Jones[4])